# Turn Up the Night
«Turn Up the Night» (рус. Наступает ночь) — песня британской хеви-металической группы Black Sabbath, вышедшая в 1981 году на альбоме Mob Rules. Песня была выпущена как второй сингл с альбома.
Помимо 7-дюймового диска, сингл так же был выпущен на 12-дюймовом диске, а также как разрисованный диск.
Айомми охарактеризовал песню так: «„Turn Up the Night“ была быстрой песней и хорошим стартом для альбома».
В своей книге «Sabbath Bloody Sabbath» Джоэл Макайвер пишет: «Первый трек диска — „Turn Up the Night“ — это, как и „Neon Knights“, типичный образец тяжелого рока, который тогда играли слишком многие — быстрый и отшлифованный. В нём есть некоторые элементы рока, который группа играла до 1976-го, но они неразличимы за качественным звуком и мощными ударными в исполнении Апписи. Айомми, как всегда, в форме, выводя одно соло за другим и уделяя особое внимание „квакушке“. Не в тему только текст Дио: из строк „Вот грома раскат, и чары твои преградили мне путь. / Ни рифмы, ни смысла, ни времени года, но пусть“ совершенно непонятно, о чём он всё-таки поёт».

## Список композиций
1. «Turn Up the Night»
2. «Lonely Is the Word»

## Участники записи
- Ронни Джеймс Дио — вокал
- Тони Айомми — ведущая гитара
- Гизер Батлер — бас-гитара
- Винни Апписи — ударные